# 少花荠苧
少花荠苧（学名：Mosla pauciflora），为唇形科石荠苧属下的一个植物种。